# Carrozzeria Macchi
La Carrozzeria Macchi est une entreprise de carrosserie industrielle italienne fondée à Varèse à la fin du XIXe siècle par les frères Giovanni et Agostino  Macchi, qui avait initialement, comme objet social, la réparation et la construction de remorques, d'omnibus à traction hippomobile.
Le 19 juin 1905, les enfants des fondateurs, Giovanni, Giuseppe, Enrico et Giulio Macchi fondent la "Società Anonima Fratelli Macchi – Carrozzeria, Automobili e Ruotificio", en investissant dans les nouvelles technologies pour la production de carrosseries industrielles et de véhicules à moteur. Les premières années furent difficiles dans le secteur automobile mais ils développent une activité ferroviaire avec la réalisation de voitures de voyageurs. L'armée commanda des wagons spéciaux pour transporter les nouveaux matériels d'artillerie.
Lors de la Guerre italo-turque (1911-1912), l'armée italienne utilisa, pour la première fois, des engins motorisés et des avions. Dès le mois d'octobre 1913, le ministère italien des armées lance un concours pour la production et fourniture d'avions militaires. C'est alors que Carlo Felice Buzzi s'associe avec Giulio Macchi pour créer le 1er mai 1913 à Varèse, la "Società Anonima Macchi Aviazione". Cette société indépendante est renommée Aermacchi en 1961. Après une rapide croissance due au succès mondial du biplace d’entraînement militaire à réaction Aermacchi MB-326, elle devient la holding Aermacchi S.p.A. avant d'intégrer le groupe Finmeccanica en 2002 et de fusionner avec Alenia pour donner naissance au pôle italien de l'aviation Alenia Aermacchi au sein de Finmeccanica.
À partir de 1945, la société de carrosserie se tourne définitivement vers la production de véhicules terrestres avec le lancement du triporteur Macchi MB1. Il présentait certains avantages par rapport aux productions concurrentes, notamment la présence d'une cabine fermée, d'un volant au lieu du traditionnel guidon de moto, et des suspensions pour le confort du conducteur et la préservation des marchandises transportées. La production du triporteur ou du camion à trois roues selon les critères de l'époque, unique modèle au catalogue, se poursuivra jusqu'en 1951. Ce n'est que cette année là que le scooter à grandes roues Macchi 125 N a été présenté.

## Historique
Les frères Macchi se firent connaître du grand public avec le fameux autocar Lancia Omicron dont ils réalisèrent de nombreux exemplaires entre 1927 et 1930.
Ils réalisèrent ensuite beaucoup de carrosseries d'autocars et autobus sur les châssis de tous les constructeurs italiens : Aerfer, Alfa Romeo, Fiat V.I., Lancia V.I., OM ou étrangers comme l'allemand Bussing. À l'époque, les constructeurs livraient des châssis motorisés nus aux carrossiers industriels et les opérateurs de transport de personnes commandaient leur véhicule sur mesure.
On trouve des carrosseries Macchi sur des autobus, autocars, trolleybus, trams et même des transformations de camions pour la vente ambulante.

Avec la concentration des constructeurs de véhicules industriels et l'uniformisation des productions, la société qui n'a jamais touché à l'automobile s'est restructurée pour maintenir une activité réduite.

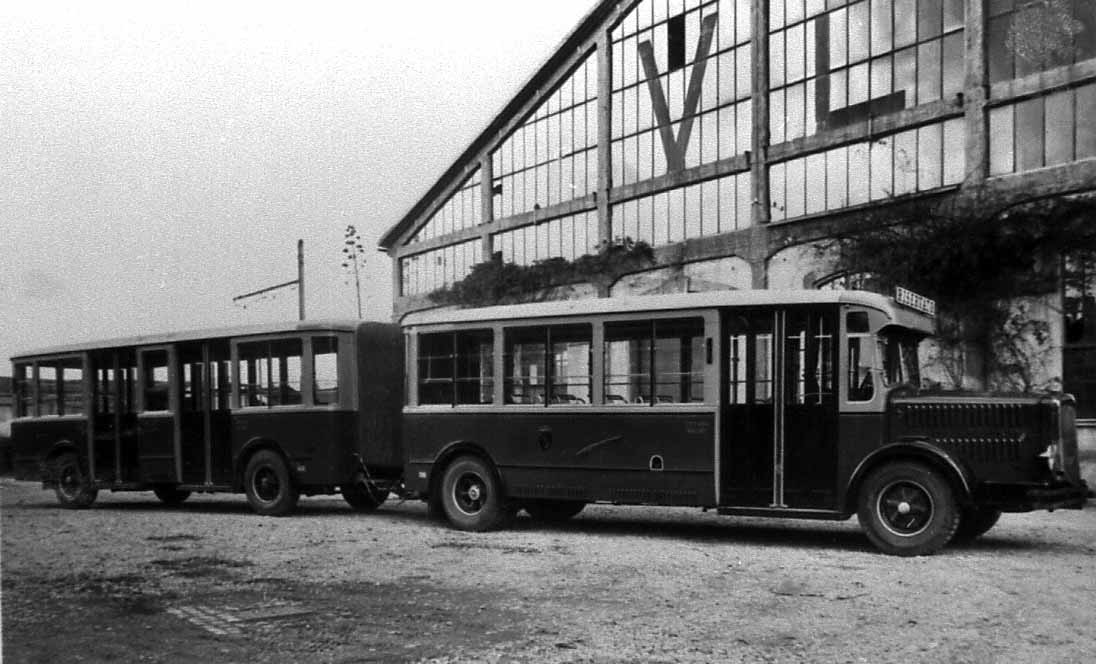
Autobus Alfa Romeo 85A avec remorque carrosserie Macchi de l'ATAG Rome (1936)

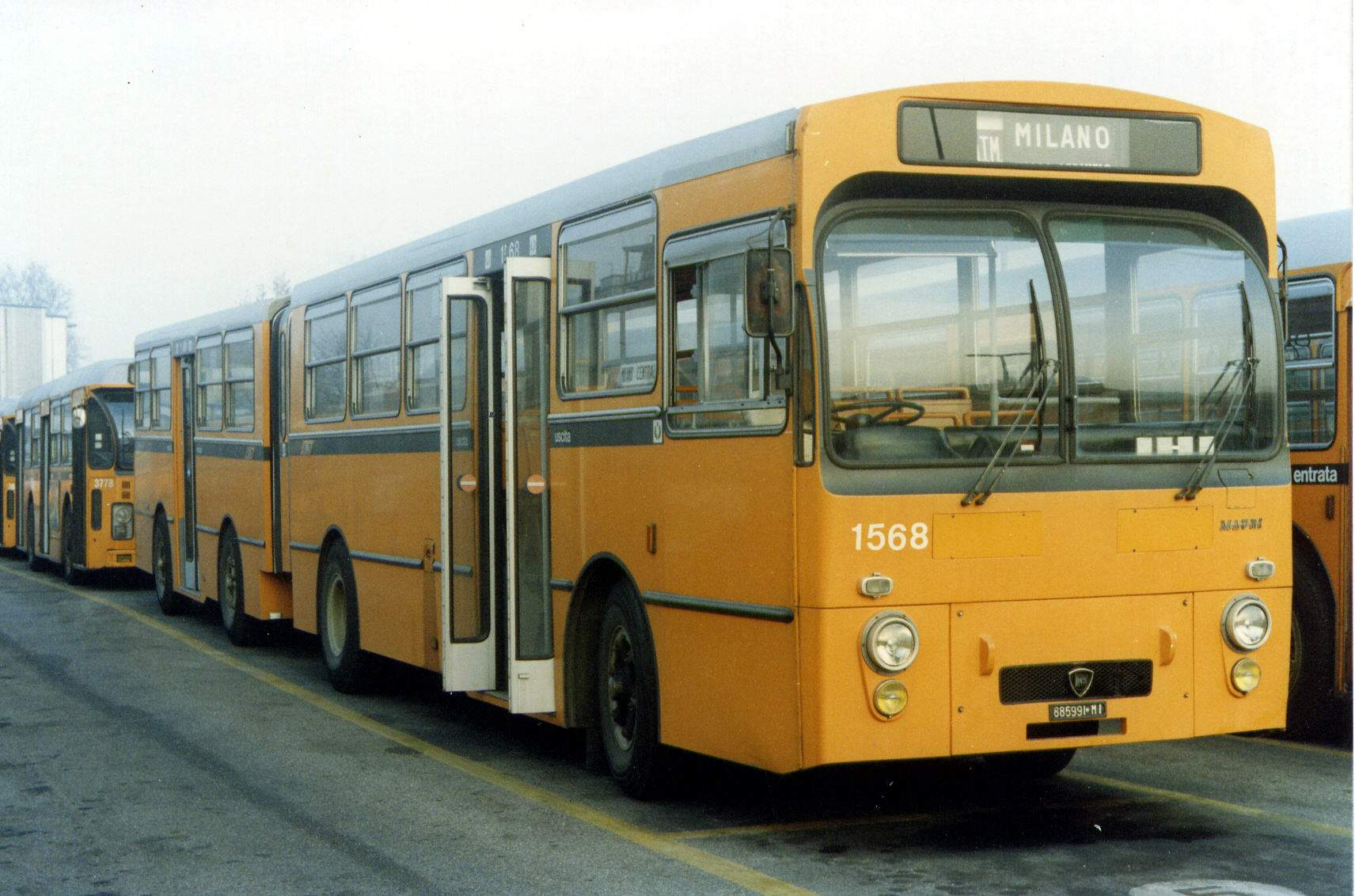
Autobus articulé avec remorque Lancia Esatau 703 carrosserie Mauri brevet Macchi (1957)

## L'invention brevetée des autobus articulés
Le principe du système d'articulation des autobus est dû à un ingénieur du bureau d'études Macchi qui, en 1934 en a déposé le brevet. Le principe était basé sur un concept inventé par Ambrogio Baratelli.
Les compagnies municipales de transports urbains italiennes ont de tout temps tout mis en œuvre pour transporter le maximum de personnes. Les premiers ensembles autobus avec remorques remontent aux années 1930. À l'origine, le conducteur ne faisait que conduire le véhicule, il y avait un receveur qui s'occupait de la billetterie et de marquer les arrêts. Il avait alors un second receveur dans la remorque. Rapidement, l'idée de faire transiter les passagers de l'autobus vers la remorque et inversement s'est imposée, d'où la nécessité d'inventer le système qui permettait de guider la remorque et de permettre la communication à travers un soufflet étanche muni d'un plancher.